# Laurent Mauvignier
Laurent Mauvignier (* 1967 in Tours) ist ein französischer Schriftsteller.

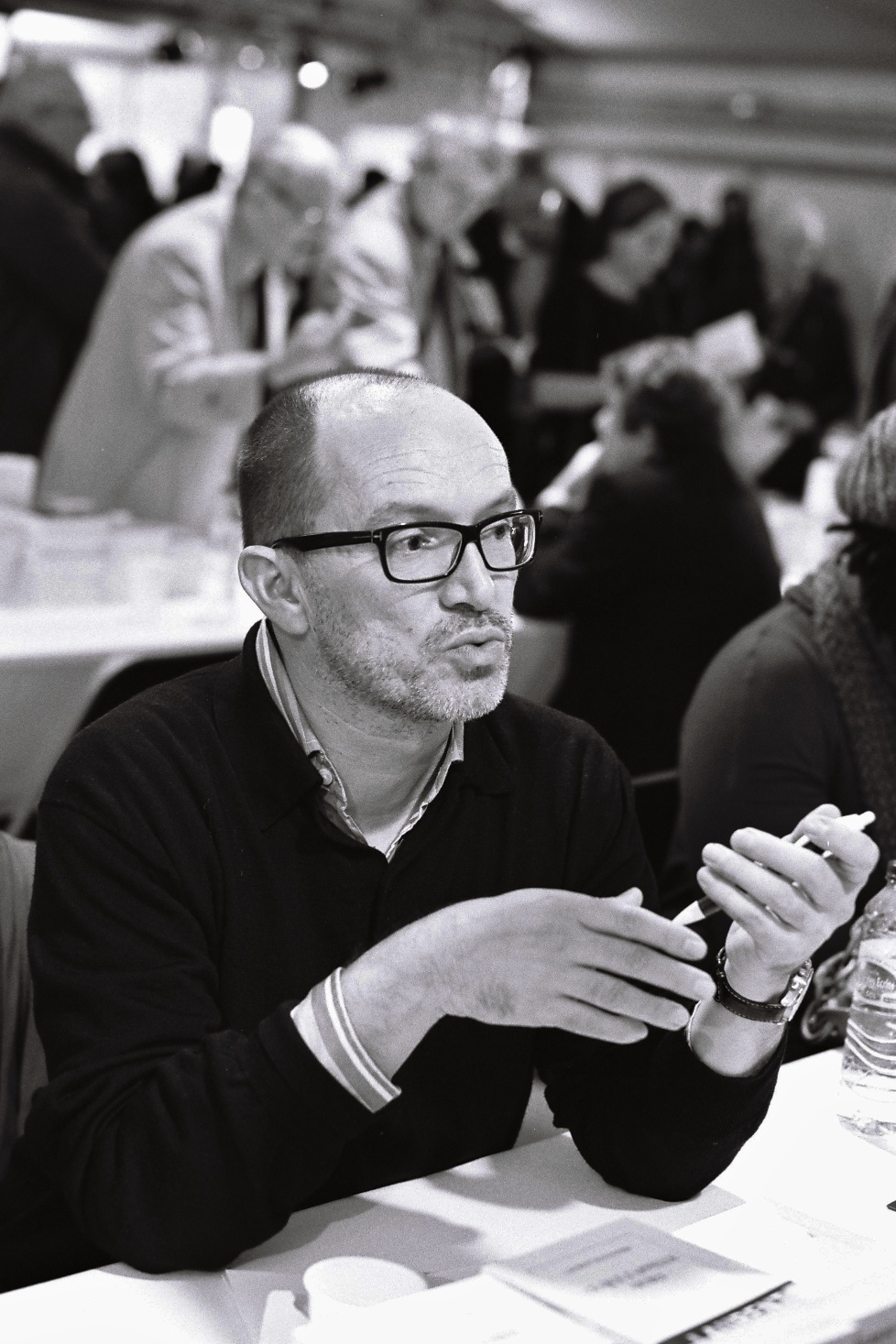
Laurent Mauvignier (2011)

## Leben
Mauvignier studierte Bildende Kunst an der École des Beaux-Arts in Tours und schloss das Studium 1991 mit dem Diplom ab. Seit 1999 hat er bei den Éditions de Minuit mehrere Bücher veröffentlicht. Von 2008 bis 2009 war Laurent Mauvignier Stipendiat der Villa Médici in Rom. Laurent Mauvignier lebt in Toulouse.

## Selbstcharakterisierung
„Seine Romane versuchen die Wirklichkeit abzustecken und rennen dabei gegen das Unsagbare, gegen die Beschränktheit der Worte an. Mauvigniers Sprache ist eine, die versucht, die Leere und die Trauer auszudrücken, die Liebe und den Verlust, wie ein Versuch das festzuhalten, was uns durch die Finger, durch die Jahre rinnt.“

## Schriften
- Loin d'eux. Roman. Éditions de Minuit, 1999
  - Fern von euch. Roman. Aus dem Französischen von Josef Winiger, Eichborn, Berlin 2001 ISBN 978-3-821-80698-3
- Apprendre à finir. Roman. Éditions de Minuit, 2000
  - Ein Ende finden. Roman. Aus dem Französischen von Josef Winiger, Eichborn, Berlin 2004 ISBN 978-3-821-80706-5
- Ceux d'à côté. Roman. Éditions de Minuit, 2002.
- Seuls. Roman. Éditions de Minuit, 2004.
- Le Lien. Roman. Éditions de Minuit, 2005.
- Dans la foule. Roman. Éditions de Minuit, 2006.
- Des hommes. Roman. Éditions de Minuit, 2009.
  - Deutsch: Die Wunde. Roman. Aus dem Französischen von Annette Lallemand,[4] dtv, München 2011. ISBN 978-3-423-24868-6
- Ce que j’appelle oubli. Éditions de Minuit, 2011.
  - Was ist ein Leben wert?. Aus dem Französischen von Annette Lallemand, dtv, München 2013. ISBN 978-3-423-14210-6
- Tout mon amour. Éditions de Minuit, 2012 (Theaterstück).
- Autour du monde. Roman. Éditions de Minuit, 2014.
  - Mit leichtem Gepäck. Roman. Aus dem Französischen von Annette Lallemand. dtv, München 2016. ISBN 978-3-423-28076-1
- Continuer, Roman, Editions de Minuit, 2016.
- Une légère blessure, Editions de Minuit, 2016 (Theaterstück).
- Histoires de la nuit, Roman, Éditions de Minuit, 2020.
  - Geschichten der Nacht. Roman. Aus dem Französischen von Claudia Kalscheuer. Matthes & Seitz, Berlin 2023. ISBN 978-3-7518-0939-9

## Preise und Auszeichnungen
- Prix Fénéon (1999), Prix de la RTBF (1999) für Loin d'eux
- Prix du Second Roman des Libraires (2000), Prix Wepler (2000), Prix du Livre Inter (2001) für Apprendre à finir
- Prix du roman Fnac (2006) für Dans la foule
- Prix Virilo (2010), Prix des Libraires (2010), nominiert für den Prix Goncourt (2009) für Des hommes
- Ordre des Arts et des Lettres (2010)
- Nominiert für den Prix Renaudot (2014) für Autour du monde[5]